# MALULANI HAWAII
MALULANI HAWAII（マルラニハワイ）は、アメリカ合衆国ハワイ州で創業した天然石アクセサリーショップの店名およびブランド名。

## 歴史
2008年（平成20年）、オアフ島ホノルルにて輝咲翔が創業した。当初はコンドミニアムの一室にサロンを設け自らが顧客ひとりひとりに合わせたブレスレットを作成していたが、のちに現在の本店所在地にサロンを開設。同年、日本国内にも東京都港区六本木にオーダーメイド専用のサロンと通販サイトを開設した。
2009年（平成21年）、テレビ通販番組に出品を開始。
2011年（平成23年）、伊勢丹新宿店における「期間限定ショップ＆サロン」の開催を皮切りに、各地の百貨店での販売を開始。